# برنامج تحول القطاع الصحي
برنامج تحول القطاع الصحي هو أحد برامج رؤية السعودية 2030. مهمته إعادة هيكلة القطاع الصحي في المملكة العربية السعودية ليكون نظاماً صحياً شاملاً وفعالاً ومتكاملاً.
يأتي إنشاء البرنامج كأحد البرامج المستحدثة والذي سيتم إطلاقه خلال عام 2022م، وذلك لضمان استمرار تطوير خدمات الرعاية الصحية في المملكة وتركيز الجهود في هذا القطاع المهم، وذلك بعد أن حقق برنامج التحول الوطني إنجازات ومستهدفات إستراتيجية طورت من القطاع الصحي ليواجه التحديات المتعلقة بالخدمات الصحية من خلال رفع جودتها وكفاءتها، ورفع مستويات الوقاية ضد المخاطر الصحية.

## أهداف البرنامج

### أهداف عامة
يقوم على صحة الفرد والمجتمع (بمن فيهم المواطن والمقيم والزائر)، ويعتمد على مبدأ الرعاية القائمة على القيمة التي تضمن الشفافية والاستدامة المالية من خلال تعزيز الصحة العامة، والوقاية من الأمراض، وتطبيق النموذج الجديد للرعاية المتعلقة بالوقاية من الأمراض، فضلاً عن تحسين الوصول إلى الخدمات الصحية من خلال التغطية المثلى والتوزيع الجغرافي الشامل والعادل، وتوسيع تقديم خدمات الصحة الإلكترونية والحلول الرقمية، فضلاً عن تحسين جودة الخدمات الصحية.
التركيز على رضا المستفيدين عبر تطبيق واتباع أفضل المعايير الدولية القائمة على الأدلة، وإنشاء وتمكين أنظمة الرعاية الصحية المتكاملة التي تغطي جميع مناطق المملكة من خلال تفعيل الشراء الهادف للخدمات، وتعزيز الوعي المجتمعي بحركة المرور والسلامة، كما يعمل برنامج تحول القطاع الصحي على المواءمة والتنسيق بين جميع جهات القطاع الصحي وبرامج تحقيق الرؤية والجهات الحكومية ذات الصلة، وكذلك المواءمة والربط مع الأهداف الوطنية الاستراتيجية خلال رحلة التحول.

### أهداف إستراتيجية
- تسهيل الحصول على خدمات الرعاية الصحية.
- تحسين جودة وكفاءة الخدمات الصحية.
- تعزيز الوقاية ضد المخاطر الصحية.
- تعزيز السلامة المرورية.[3]

## تطوير
برزت الجهود المبذولة في تطوير القطاع الصحي، الذي كان يعد أحد الأبعاد الاستراتيجية لبرنامج التحول الوطني، من خلال التصدي لجائحة فيروس كورونا المستجد. وقد كان لـبرامج تحقيق رؤية المملكة 2030 دور هام ومحوري في مواجهة المملكة لآثار الجائحة صحياً واقتصادياً واجتماعياً، وتجاوز الأزمة بكل تحدياتها.
يستهدف برنامج التحوّل بالقطاع الصحي السعودي زيادة مساهمة القطاع الخاص إلى 50%، بحسب وزير الصحة فهد الجلاجل. في حين أشار وزير الاستثمار خالد الفالح إلى أن نسبة مساهمة القطاع الخاص بصناعة الصحة السعودية والمجالات المرتبطة بها لا تتجاوز 11% حالياً، والباقي إنفاق واستثمار حكومي.
حقق القطاع الصحي خلال المرحلة السابقة العديد من الإنجازات مثل تحسين جودة وكفاءة الخدمات الصحية وتسهيل الحصول عليها من خلال الاهتمام برقمنة القطاع الصحي، وإطلاق حزمة من التطبيقات (صحتي، موعد) وزيادة تغطية الخدمات لجميع مناطق المملكة.
وفي ظل تطور الأنظمة الصحية العالمية، سيعمل برنامج التحول الصحي على تمكين التحول الشامل في القطاع وإعادة هيكلته ليكون نظاماً صحياً شاملاً وفعالاً ومتكاملاً.

## أبرز الإنجازات
- تقليل الوقت اللازم لتقديم الرعاية الصحية حيث بلغت نسبة المرضى المتلقين للرعاية الطبية الطارئة خلال أربع ساعات من وقت وصولهم 87% في عام 2020م، بينما كانت 36% في عام 2016م.
- تقليل نسبة الوفيات والإصابات الناجمة عن حوادث الطرق.
- في عام 2020م تم حجز أكثر من 67 مليون موعد من خلال تطبيق موعدومركز الاتصالات "937"، وتم تقديم 8,6 ملايين إستشارة طبية من خلال تطبيق صحة ومركز الاتصالات "937".
- زيادة نسبة رضى المرضى عن خدمات المستشفيات من 79,9% في عام 2018م، لتصل إلى 82,6% في عام 2020م، ومن 71,2% في 2018م إلى 74,5% في2020م لخدمات الرعاية الأولية.
- تحقيق أعلى المعايير الصحية لرفع جودة حياة السكان حيث زاد العمر المتوقع للسكان من 72,6% في عام 2000م إلى 75,5% في عام 2018م.[6]
- استفادة أكثر من 7300 حالة مرضية منذ إطلاق البرنامج حتى إبريل 2024 ،إضافة إلى تغطية خمسة عشر مرضًا نوعيًا مختلفًا عبر المنصة.[7]